# Melonbooks
Melonbooks（メロンブックス）是以日本三大都市圈及政令指定都市為中心並遍佈於日本全國的同人商店，由株式會社Melonbooks（株式会社メロンブックス）運營，其直營店數目在同人業界中最多。

## 概要
Melonbooks定位是販賣動畫、電腦遊戲、各種漫畫及關於以上題材的同人誌及音樂CD、關連角色商品的專門店。與積極接受十八禁同人誌販售委託的虎之穴相比，Melonsbooks取向側重於一般向同人誌。
Melonbooks店鋪經常與動畫商店中最大規模的Animate與中古同人商店指南針（Lashinbang）相鄰。另外，Melonbooks亦特化其業務，過去開設以女性向商品為主的姊妹店鋪「livret（リブレット）」，2012年2月因經營不善而關閉其所有店鋪。2017年5月1日，其接受Animate子公司Compass的女性向同人事業「Fromage（フロマージュ）」，同年12月8日整合網路販售及系統。2005年開設Melonbooks.com（メロンブックス.com），提供下載販賣（數碼同人）同人作品。

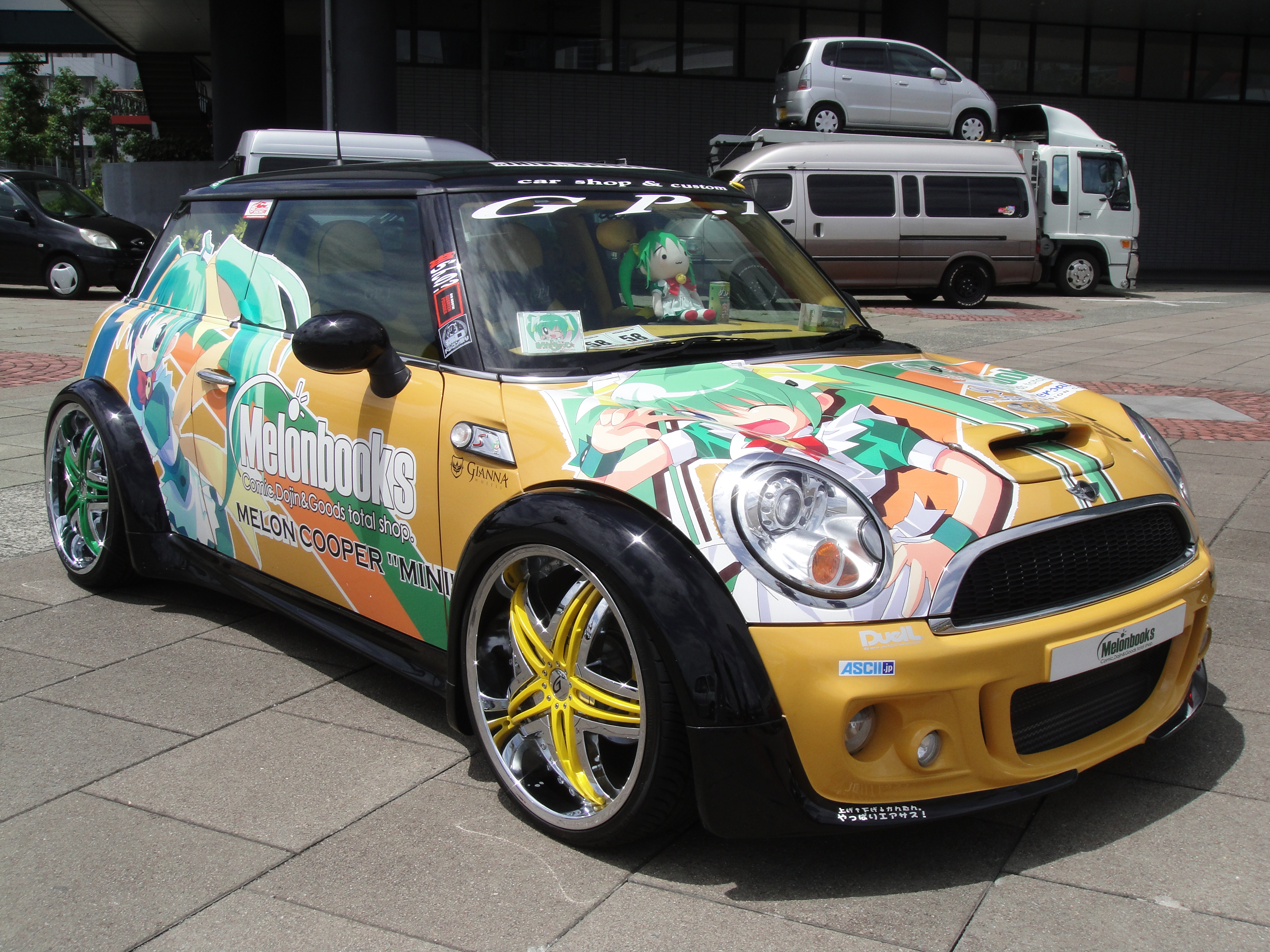
小蜜瓜痛車

再者，Melonbooks看板娘「小蜜瓜」（めろんちゃん）以Evo VII・GA2 City（所謂的痛車）等車輛參加了全日本拉力錦標賽（全日本ラリー選手権）及其同類型比賽，並在近年在本業以外的活動中相當活躍（後述）。

## 會社沿革
1998年於北海道札幌市創業。同年7月11日為其1號店的札幌店於ARCHE札幌店的一個角落開幕（其隔壁為Animate札幌店，現兩店均已搬遷至中央區 的丸大大樓）。店名的來由為北海道名產夕張蜜瓜。同年11月以在仙台市開設仙台店為契機，後來在其他的地方都市積極廣設店舗網。2025年現在共開設了21間店舖﹐在同人商店中其直屬店舖為最多。
其本部於2000年間位於東京都池袋，後於2002年12月轉移到神奈川縣横濱市。之後再將事務所搬遷到秋葉原並且將本社所在地設置於此。2010年4月，其事務所及本社所在地已移往台東區御徒町。2018年1月遷回東池袋。
現在的標識為第3代（2003年9月 - ），初代為在創業時到2001年9月，2代為2001年10月間到2003年8月中使用。

## 積分卡
積分卡在當初是使用紙制的蓋章帳本，於2009年2月為了強化年齡確認及使其更順暢，將紙制的積分卡改為樹脂制的膠卡並使用聯網方式（條碼讀取式）存取。而設計上「Melonbooks」是以綠色為底色加上標識，而「livret」與前者幾乎一樣，只是底色為紫色及換上自己標識。這兩張卡可以在申請發卡時自由選擇。

## 吉祥物角色
Melonbooks主要的吉祥物角色為小蜜瓜。

### 歷代負責的插畫家
- 初代（1998年）:
  - 當時畫了2張小蜜瓜的插畫[8]
- 2代（1999年1月 - 2003年3月）：
  - 在除小蜜瓜以外幾乎所有的角色均為負責插畫的時候創作，現在名義上為原案／角色設計者。2003年3月以工作繁忙為理由辭任插畫主筆。
- 3代目（2003年5月 - 2014年9月）：風上旬
  - 2005年以後，現在負責角色插畫的主筆。全面更新了小蜜瓜等角色。

亦有其他同人作家於動畫、遊戲、雜誌中繪畫了全面的廣告背景插畫。

### 角色分配
Melonbooks官方廣播劇CD角色分配：
- 小蜜瓜（めろんちゃん）：川上倫子
- 小檸檬（れもんちゃん）：金田朋子
- 黑檸檬（ブラックレモン）：金井美香
- 店長：子安武人
- 祥子先生（祥子さん）：井上喜久子
- 香港店店長：秋元洋介

## 店舖

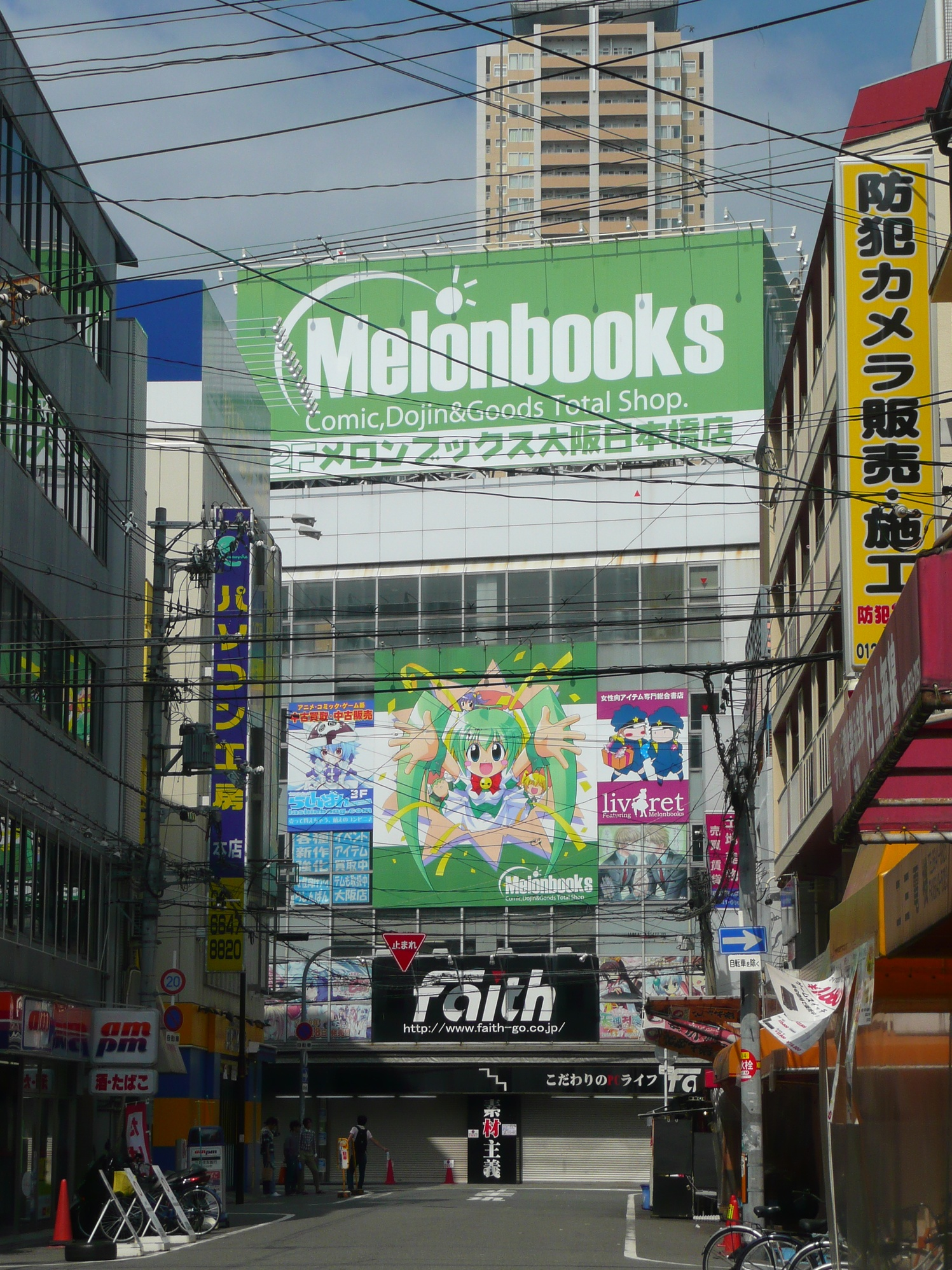
大阪日本橋店

松山店・熊本店為日本三大都市圈・政令指定都市以外開設的店舖。
| 都道府縣 | 所在地             | 店舗名                  | 當地的Melon    | 開店日         | 參考            |
| -------- | ------------------ | ----------------------- | -------------- | -------------- | --------------- |
| 北海道   | 札幌市中央區       | Melonbooks札幌店        | 夕張蜜瓜       | 1998年7月11日  | Melonbooks1號店 |
| 北海道   | 札幌市中央區       | Fromage札幌店           |                | 2018年3月3日   |                 |
| 宮城縣   | 仙台市青葉區       | Melonbooks仙台店        | 伊達政宗       | 1998年11月21日 | 2號店           |
| 茨城縣   | 水戶市             | Melonbooks水戶店        |                | 2018年3月24日  |                 |
| 栃木縣   | 宇都宮市           | Melonbooks宇都宮店      | 九尾狐         | 2001年12月22日 |                 |
| 群馬縣   | 高崎市             | Melonbooks高崎店        | 達磨           | 2002年5月18日  | [ 12 ]          |
| 埼玉縣   | 埼玉市大宮區       | Melonbooks大宮店        | 站長           | 2007年2月24日  |                 |
| 千葉縣   | 千葉市中央區       | Melonbooks千葉店        |                | 2017年11月12日 |                 |
| 千葉縣   | 柏市               | Melonbooks柏市          |                | 2012年12月1日  |                 |
| 東京都   | 千代田區（秋葉原） | Melonbooks秋葉原店      | 御宅族         | 2002年8月31日  |                 |
| 東京都   | 新宿區（新宿）     | Melonbooks新宿店        |                | 2016年4月29日  |                 |
| 東京都   | 豐島區（池袋）     | Melonbooks池袋店        |                | 2014年12月20日 |                 |
| 東京都   | 大田區（蒲田）     | Melonbooks蒲田店        | 作業工         | 2010年11月27日 | [ 13 ]          |
| 東京都   | 立川市             | Melonbooks立川店        |                | 2017年12月9日  |                 |
| 東京都   | 八王子市           | Melonbooks八王子店      | 天狗           | 2010年2月27日  | [ 14 ]          |
| 神奈川縣 | 横濱市西區         | Melonbooks横濱店        | 横滨中华街     | 1999年8月7日   | 關東1號店       |
| 新潟縣   | 新潟市中央區       | Melonbooks新潟店        | 米倉・愛、兼続 | 2008年11月22日 | [ 16 ]          |
| 静岡縣   | 静岡市葵區         | Melonbooks静岡店        | 茶娘           | 2000年6月17日  | [ 17 ]          |
| 愛知縣   | 名古屋市中村區     | Melonbooks名古屋店      | 魚虎           | 1999年2月13日  | [ 18 ]          |
| 愛知縣   | 名古屋市中村區     | Fromage名古屋店         |                | 2017年12月29日 |                 |
| 愛知縣   | 豐橋市             | Melonbooks豐橋店        |                | 2012年6月22日  |                 |
| 京都府   | 京都市中京區       | Melonbooks京都店        | 舞妓           | 2000年12月23日 |                 |
| 大阪府   | 大阪市浪速區       | Melonbooks大阪日本橋店  | 章魚燒         | 1999年12月18日 | 西日本1號店     |
| 大阪府   | 大阪市浪速區       | Melonbooks大阪日本橋2店 | 章魚燒         | 2014年12月2日  |                 |
| 大阪府   | 大阪市浪速區       | Fromage大阪日本橋店     |                | 2018年3月10日  |                 |
| 兵庫縣   | 神戶市中央區       | Melonbooks神戸店        | 水兵           | 2000年7月20日  | [ 20 ]          |
| 岡山縣   | 岡山市北區         | Melonbooks岡山店        | 桃太郎         | 2003年8月9日   |                 |
| 廣島縣   | 廣島市中區         | Melonbooks廣島店        | 巫女           | 2000年9月15日  |                 |
| 愛媛縣   | 松山市             | Melonbooks松山店        | 蜜柑           | 2007年3月24日  | [ 21 ]          |
| 福岡縣   | 北九州市小倉北區   | Melonbooks小倉店        | 炒烏冬         | 2002年3月16日  |                 |
| 福岡縣   | 福岡市中央区       | Melonbooks福岡店        | 明太子         | 2001年9月15日  | 九州1號店       |

## 挑戰拉力賽
2008年Melonbooks開始贊助拉力賽活動，並參加了全日本拉力錦標賽(JRC)。車隊監督為中村信博﹐車隊插畫家為。
2008年在JN-1級別中以GA2 City挑戰賽事，於初次參戰下成功奪取該年度的級別冠軍。再者這台「角色機器」（所謂的痛車）在日本國內最高級數的摩托運動(Motorsport)賽事的級別上取勝及奪得一系列的冠軍，為日本摩托運動史上首次。
2009年第2次出戰，參加了全日本Dirt trial錦標賽並在JN-4級別作賽，可惜未能奪取冠軍。
2010年由於中村信博希望能專注在車隊監督的工作上，因此這次配上全新的領航員出戰JN-3級別的賽事。在全日本拉力錦標賽中出戰6場，於柏油路賽事上4戰全勝﹐在這年間該級別內取得最多勝利。但是，於計算年度分數比重較多的砂地賽事上與勝利女神無緣，最終在該系列比賽中﹐於級別內總排第2。

2011年繼續以2010年的陣容參加同賽事。在開幕戰唐津取得2011賽季的第1勝（2季連續）。該戰勝利後，車隊考慮同年東日本大地震的善後工作上，本來參加柏油路和砂地賽事的各3站中，取消參加福島（柏油路）站而改為參加宮崎站（砂地）。
| 年度   | 参加級別 | 車種                    | 車手     | 領航員           | 車隊監督         |
| ------ | -------- | ----------------------- | -------- | ---------------- | ---------------- |
| 2008年 | JN-1     | GA2 City                | 廣瀬康宏 | 中村信博（兼任） | 中村信博（兼任） |
| 2009年 | JN-4     | 三菱 Evo VII            | 濱孝佳   | 中村信博（兼任） | 中村信博（兼任） |
| 2010年 | JN-3     | 本田 INTEGRA TYPE-R DC2 | 真貝知志 | 田中直哉         | 中村信博         |
| 2011年 | JN-3     | 本田 INTEGRA TYPE-R DC2 | 真貝知志 | 田中直哉         | 中村信博         |

## 關連項目
- - 本項目中關連的痛車在該作品中登場。

## 注腳
1. ↑  2號店仙台店、3號店名古屋店在當初正與Animate相鄰。
2. ↑  如包含特許經營店為White Canvas最多。但是，其特許經營店舗與母體的直屬店舖所售賣的商品在相較之下卻有不少差異。
3. ↑  現在通信販賣（郵購）部與流通部仍然設置於横濱市内
4. ↑  於東京都千代田區神田佐久間町﹐並不是與「Melonbooks秋葉原店」為鄰，而且在另一地方。
5. ↑  在公式網頁等使用到2003年。現在還能在部分店舗中見到。
6. ↑  2000年間設計的標識，主要在這個時間內使用。
7. ↑  於2003年9月改變了設計。
8. ↑  「第二代小蜜瓜公式Fan book （页面存档备份，存于）（日語）」
9. ↑  熊本市於2012年（平成24年）度將予定成為政令指定都市。
10. ↑  2009年10月1日以積分交換的商品登場，當中有小蜜瓜cosplay成Melonbooks各店舖所屬地域相關形象的鑰匙扣。其他的形象也有通販限定的像素畫、活動限定的拉力賽選手等。
11. ↑  2004年8月7日，搬遷並更新到現時的地方。
12. ↑  2010年9月18日、搬遷並更新到Animate舊高崎店原址。
13. ↑  蒲田車站前的湯澤屋11號館原址，在同日指南針（Lashinbang）於同大樓內新店開張。後來於11月20日Animate蒲田店也搬遷到該大樓內。
14. ↑  在Comic Market77內發表。同建築物內有Lashinbang營業。
15. ↑  開店1周年記念日至2009年11月28日內限定發佈。
16. ↑  石丸電氣本館舊址。同時，Animate新潟店（搬遷）・LA SHIN BANG・
ACOS都同時在相同建築物內營業。
17. ↑  2007年10月27日，搬遷到現址。店舗面積為舊店約6倍，即增大了90坪左右。
18. ↑  2003年10月25日，搬遷到現址（Animate名古屋店搬遷後舊址）。
19. ↑  2006年12月10日，搬遷到現址。店舗面積為之前的5倍即170坪，為Melonbooks中最大規模。
20. ↑  2007年12月22日，搬遷到現址。
21. ↑  同建築物內有LA SHIN BANG同時營業。
22. ↑  為了方便店舖側的出租大樓﹐令其為全線店舗中唯一，毎年1月1日 - 1月3日的3日間閉店休息。

## 外部連結
- （日語）
- （日語）
- （日語）
- （日語）